# Reinhard Keimel
Reinhard Keimel (* 12. April 1944 in Wien; † 9. November 2021) war ein österreichischer Luftfahrthistoriker.

## Leben und Werk
Reinhard Keimel studierte an der TU Wien Architektur und war im Technischen Museum Wien zunächst als Kustos der Abteilungen Bautechnik, Schifffahrt und Luftfahrt sowie später als Leiter der Verkehrsabteilung tätig.
Seit 1976 war er Präsident des Österreichischen Luftfahrt-Archivs und Herausgeber der vierteljährlich erscheinenden Vereinszeitschrift „FLUG-Informationen“. Gemeinsam mit Toni Kahlbacher arbeitete er maßgeblich an der Gründung des Flugmuseums Aviaticum in Wiener Neustadt, das 1999 eröffnet wurde, mit.
Er war Autor zahlreicher Publikationen über die österreichische Luftfahrtgeschichte.

## Publikationen
- Österreichs Luftfahrt in Einzeldarstellungen, Bd. 1: Propeller-Luftfahrzeugkonstruktionen seit 1945. Herbert Weishaupt Verlag, Graz, ISBN 3-900310-02-5
- Österreichs Luftfahrt in Einzeldarstellungen, Bd. 4: Flugzeuge und Projekte von Theodor Hopfner. Herbert Weishaupt Verlag, Graz, ISBN 3-900310-10-6
- Österreichs Luftfahrzeuge. Geschichte der Luftfahrt von den Anfängen bis Ende 1918. Herbert Weishaupt Verlag, Graz, ISBN 3-900310-03-3
- Flugzeuge. Die Flugzeuge der ÖLAG und der Austrian Airlines. Orac Verlag, ISBN 3-85368-935-3
- Ing. Erwin Musger, Flugzeug- und Fahrzeugkonstrukteur aus Österreich, in: Blätter für Technikgeschichte Heft 48, 1987, S. 7–106
- Ing. Erich Meindl – Flugzeugbauer aus Österreich, in: Blätter für Technikgeschichte 44/45, 1985, S. 7–169.
- Flugzeuge der österreichischen Firma Lohner. 1909–1923. Sonderheft der Blätter für Technikgeschichte, Wien 1990 (2. Auflage 1993), Verlag Der Apfel, ISBN 3-85450-115-3
- Luftfahrzeugbau in Österreich / Enzyklopädie: Von den Anfängen bis zur Gegenwart. AVIATIC VERLAG GmbH, Oberhaching, ISBN 3-925505-78-4
- Der Flughafen Wien-Aspern. Sutton Verlag, ISBN 3-86680-511-X
- Segelflug am Spitzerberg und Hundsheimer Kogel. Sutton Verlag, ISBN 3-86680-595-0
- FLUG-Informationen. vierteljährlich erscheinendes Vereinsblatt des Österreichischen Luftfahrt-Archivs